# 엘플러마그로넨

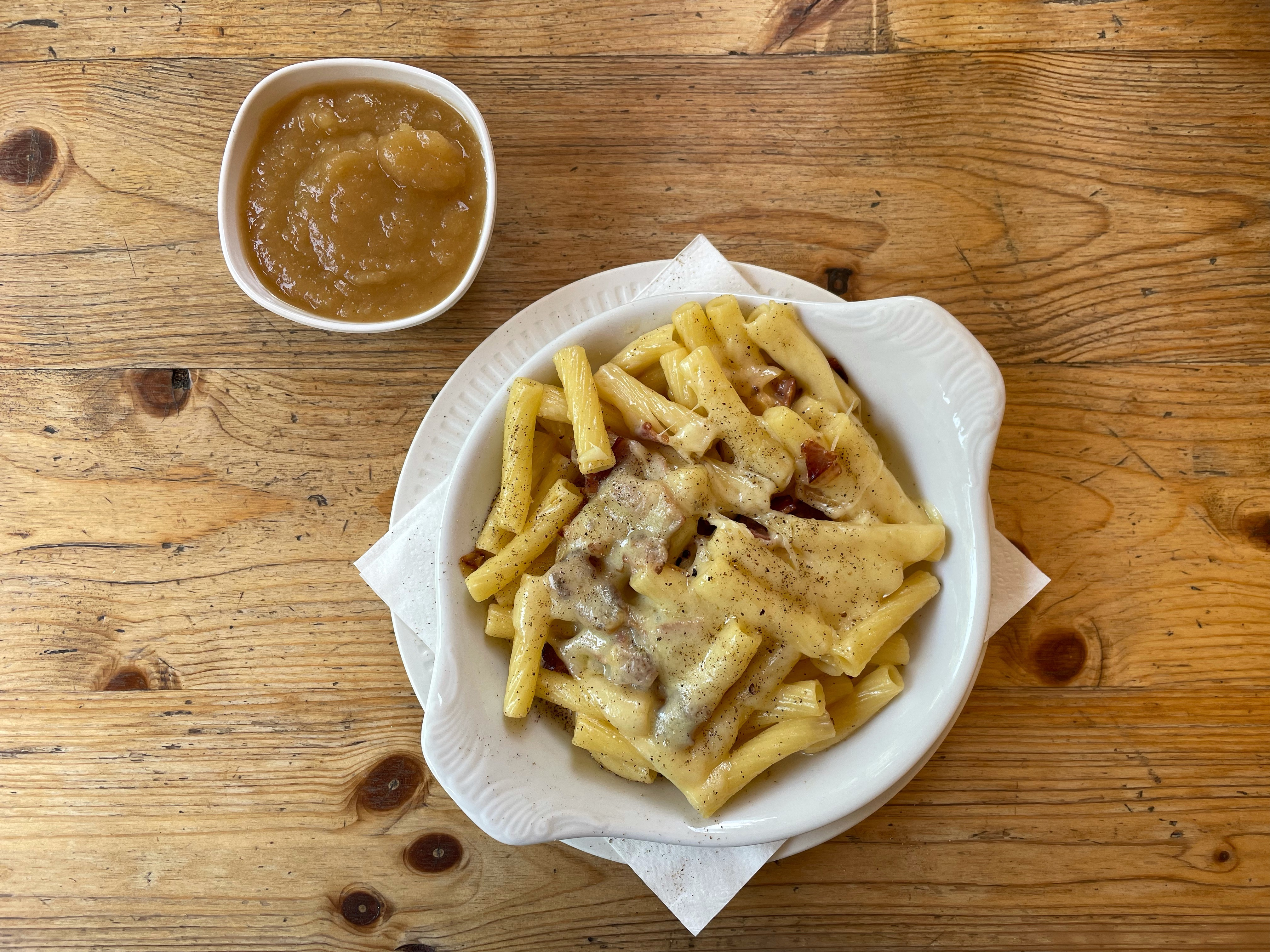
사과 콩포트를 곁들인 엘플러마그로넨

엘플러마그로넨(Älplermagronen) , 알프스 목동의 마카로니라는 뜻)은 스위스 알프스 지역의 요리로 파스타, 감자, 크림, 치즈, 양파를 포함한다.

## 재료
엘플러마그로넨은 전형적으로 스위스식 파스타로 만들어지는데 펜네, 치티, 마카로니가 선호된다.

## 대중성
조리가 쉬운 요리인 엘플러마그로넨은 보이스카우트와 스위스군 식단에서 흔하다. 엘플러마그로넨은 산장이나 산지 식당에서 자주 조리되고 대접되며 수퍼마켓에서 냉동식품으로 팔리기도 한다.

## 같이 보기
- 뢰슈티